# 肠道血管发育不良
肠道血管发育不良是腸道血管異常增生而引起下消化道慢性失血。由于是间断性出血，诊断检查时不出血，因此难诊断。
腸道血管的異常狀態，無法解釋的腸道出血與貧血。損害常是多重的，亦常發生於盲腸與昇結腸。  

## 病因病理
大多数病人病因未明，在 70～90 岁才被诊断，一般认为属获是老年退行性病变。其粘膜病理基础是粘膜下静脉进入肌层时，受肌肉收缩的影响，使静脉血流呈扩张，迂曲，于是间断性阻断，逐渐发展至粘膜毛细血管扩张，丧失毛细血管前括约肌功能，引起小动静脉直接沟通，于是引起下消化道慢性出血。
組織學上，angiodysplasia與毛細管擴張(telangiectasia)相似。腸壁(bowel wall)影響著腸管徑(caliber)的變化與管束組織(vascular tissue)的擴散，而angiodysplasia擴展與腸壁年齡與腸壁應變相關。其失血的風險隨著凝血的不規則而增加。
當主動脈閥狹窄症(Aortic valve stenosis)與Angiodysplasia一同患得，稱為Heyde's syndrome。此病症中, 在主動脈閥劇烈流血的情況以基於高剪應力的血醣蛋白Von Willebrand factor (vWF)為重要的止血法，但其缺點亦由於高剪力，在包含angiodysplasia之類的損傷，vWF會增加失血風險。

## 临床表现
其主要临床特征表现为下消化道慢性失血和贫血，为急、慢性便血、黑便、隐血和贫血，有时呕血，有时无任何前驱症状，无特异性定位、定性体征，因此诊断困难。
雖然一些病例會解黑便，但以只稍微血便卻貧血的病例占多數。當出血活耀(active)時其潛血反應呈陽性，然而當出血是斷斷續續(intermittent)時，其潛血反應也許會呈陰性。
診斷常以內視鏡--結腸鏡或胃鏡(雖知損害難找出)，其他尚有膠囊內視與雙氣囊內視(double-balloon enteroscopy)。
在臨床上高度懷疑為angiodysplasia但內視鏡卻無法找出的病例，腸繫膜動脈的血管造影術有時是必需的；而具微量輻射的紅血球標記閃爍圖為另一個可替代方案(但此只對顯著且持續出血的病例有效)。

## 治疗
如果贫血严重，需要输血。剛開始多以內視鏡治療，經由內視鏡施以電燒或氬氣電漿凝固雷射治療止血。有時候， 當血流劇烈到用結腸鏡亦無法內視時，需考慮用栓塞法(Embolisation)。
如果多重性流血或者流血部位在難以接近的部位，這時也許要用到藥物性的系統治療：
第一線選擇包含：抑制纖維蛋白溶解的 tranexamic酸與 aminocaproic酸。
雌激素(Estrogens)亦可用來防止angiodysplasia的出血，但雌激素會導致血液些許的凝固性過高(hypercoaguability)，而且對兩性皆有危險或造成不適。
在困難的病例中, 對以octretide(藥學上模擬自然界中的somatostatin)與撒利多邁得(thalidomide)止血有正面報告(然而撒利多邁得對懷孕初期之婦女易造成胎兒畸型)
消化系统内窥镜术治疗是第一选择。如果是急症，需要紧急外科手术切除部份腸道，或者需要紧急血管造影术血液凝结治疗。腸切除法由於對病人損害較大, 必須審慎評估！